# 雅達利2600
雅达利2600（英語：Atari 2600）是雅达利公司于1977年所推出的一款家用电子游戏机，属第二世代游戏机，发布时初名，简称，随着后续型号雅达利5200的发布而于1982年更名为雅达利2600。虽然它并不是首台采用ROM卡带作为游戏载体的游戏主机，但它帮助普及了使用ROM卡带作为载体的游戏，同时也帮助了微处理器在民用市场设备的推广。

## 历史

### 背景
诺兰·布什内尔与泰德·达布尼于1972年6月27日创立了雅达利公司。同年11月，雅达利发布了其首部作品，投币式街机游戏《乓》并获得成功，销量最终达到35,000台以上。然而，由于雅达利申请的专利迟迟未有获批，《乓》的成功吸引了大量竞争者参与到街机游戏市场中。雅达利在1973至1974财年中亏损五十万美元，一度濒临破产，依靠《坦克》等新游戏才解决了财政问题。
1975年，雅达利通过将街机游戏集成于单块芯片之上，发布了家用版《乓》游戏机。然而，这类游戏机在价格昂贵的同时，只能固定玩一款游戏；雅达利意识到其商业前景堪忧。这种游戏机的开发也有着相当高昂的金钱和时间成本，一款游戏机需要十万美元和一年以上的时间才能推向市场。雅达利因而将目光转向开发可编程的家用游戏机。

### 开发

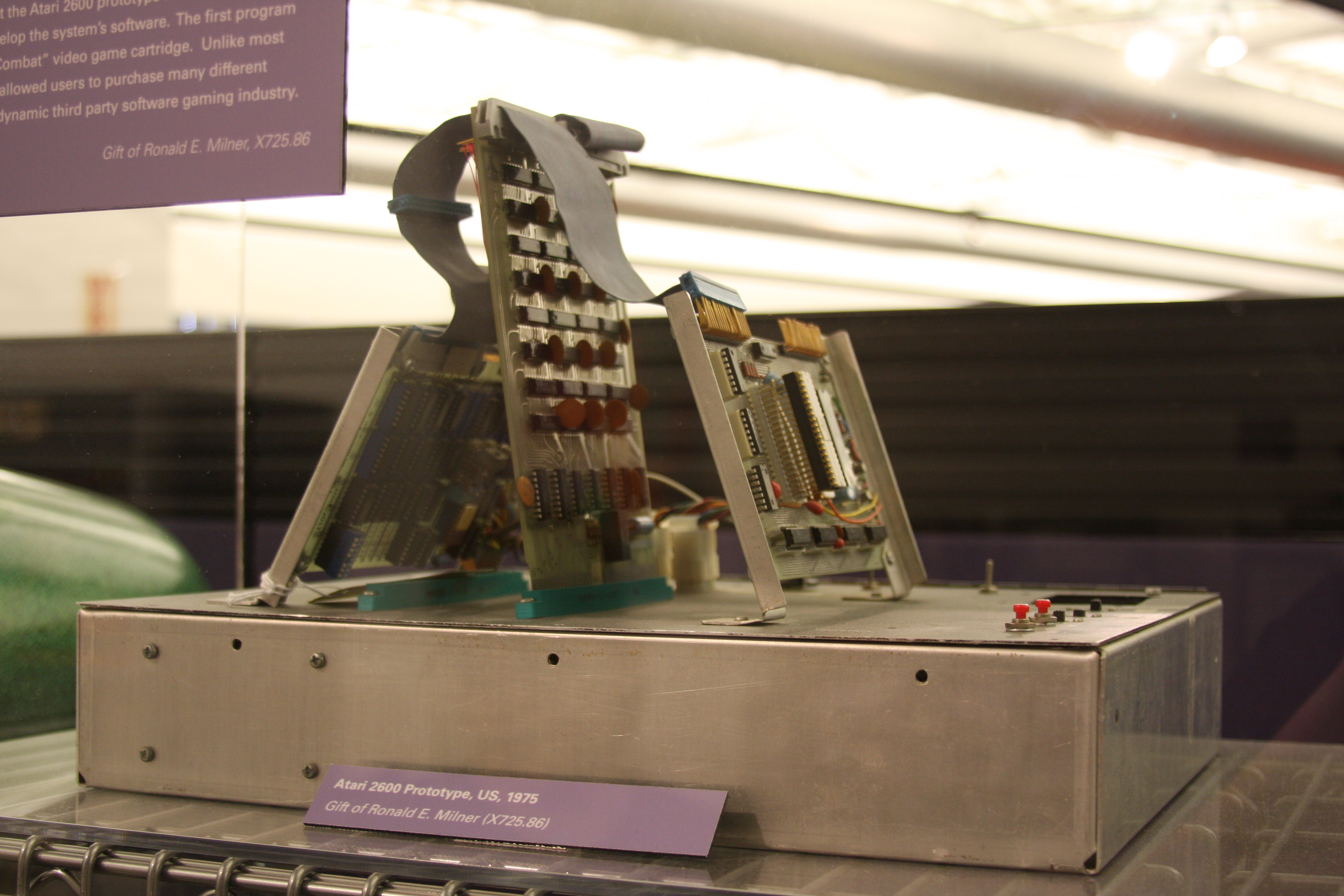
2600的原型机“Stella”，展于计算机历史博物馆

在家用版《乓》推出的一年前，即1974年，雅达利曾收购Cyan Engineering公司。Cyan的工程师们此前构想出一款基于新兴的可编程微处理器的家用游戏机，但由于当时微处理器的价格过高而作罢。1975年9月，MOS科技公司以25美元的价格推出了MOS 6502微处理器，为首批廉价微处理器。计算显示这一价格仍然过高，在与MOS磋商后，Cyan以12美元的价格购得更为廉价的变种MOS 6507微处理器。其工程团队领导人史蒂夫·梅尔和罗恩·米讷在同年制作了雅达利2600的第一个原型机“Stella”。
第二个原型机于1976年3月由约瑟夫·德奎尔和杰·迈纳自第一个原型的基础之上完善。由于雅达利刚刚经历过一次财务危机，公司没有足够的资金进军家用游戏市场，1976年10月，公司创始人诺兰·布什内尔便以2800万美元的价格将雅达利出售给了华纳通讯公司，华纳为雅达利提供了1.2亿美元。随后，雅达利于1977年6月4日在消费电子展上展出了雅达利2600，雅达利当时为它起的名字是“Atari Video Computer System”。2600最终于同年9月上市，售价199美元，配有两个控制器并捆绑有游戏《战斗任务》的卡带。

### 销售
最开始在2600上发售的许多游戏都是雅达利旗下热门街机游戏的移植，2600的第一个杀手级应用是街机游戏《太空侵略者》的移植版。到1981年，雅达利共计售出了超过1200万套2600与1.2亿套游戏卡带，2600在1980年代初期主导了北美地区的家用游戏机市场。
1979年，四位雅达利程序员出走创立了动视公司，并开始为2600开发第三方游戏，于1980年开始发行并取得成功，动视成为第一家第三方电子游戏开发商。雅达利一度指控动视侵犯知识产权，试图阻止其游戏卡带的销售，直至1982年法院裁定不予受理雅达利的诉讼。随着动视的成功，许多其它第三方2600游戏厂商仿照动视的模式成立，丰富的第三方游戏充实了2600的游戏库，到1982年时第三方游戏已经占2600游戏总销量的一半。然而，由于雅达利对2600第三方游戏的发行缺少限制，后期有大量赶工制作和内容重复的劣质2600游戏充斥市场。

### 结局

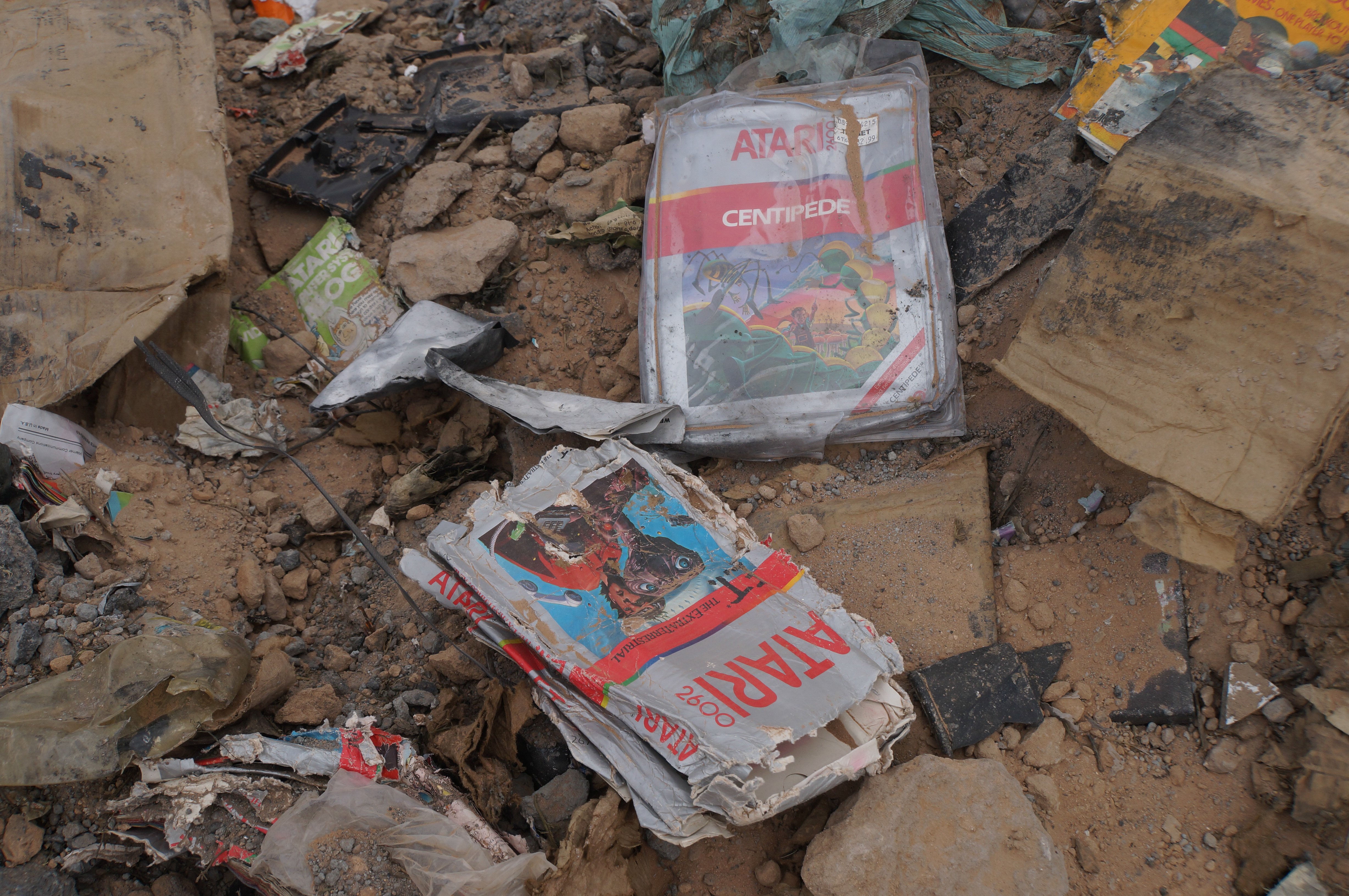
被掩埋的的滞销游戏

大量充斥在2600上的劣质游戏，以及雅达利管理层在后期的一些错误决策，共同损害了2600和公司的声誉。1983年，美国爆发游戏业大萧条，大量充斥于2600上的劣质游戏，以及雅达利自身都被认为是这场业界市场萧条的重要诱因。在这场游戏业大萧条之下，大量2600游戏机与以《E·T外星人》为首的劣质2600游戏滞销。无奈之下，雅达利只能将这些滞销的产品运往垃圾场掩埋。大萧条当年雅达利亏损5.36亿美元，公司由此一蹶不振，次年再被华纳卖出。到1984年时，除雅达利与动视外的厂商对2600的软件开发也基本全线停止。1990年，雅达利发售了他们为2600开发的最后一款游戏《Klax》。两年后，1992年1月1日，雅达利2600在发售14年后停产，最后一批库存被在欧洲一直售卖到1995年。雅达利2600的生涯至此结束，总销量共3000万台，乃第二世代遊戲機銷量榜首。

## 硬件

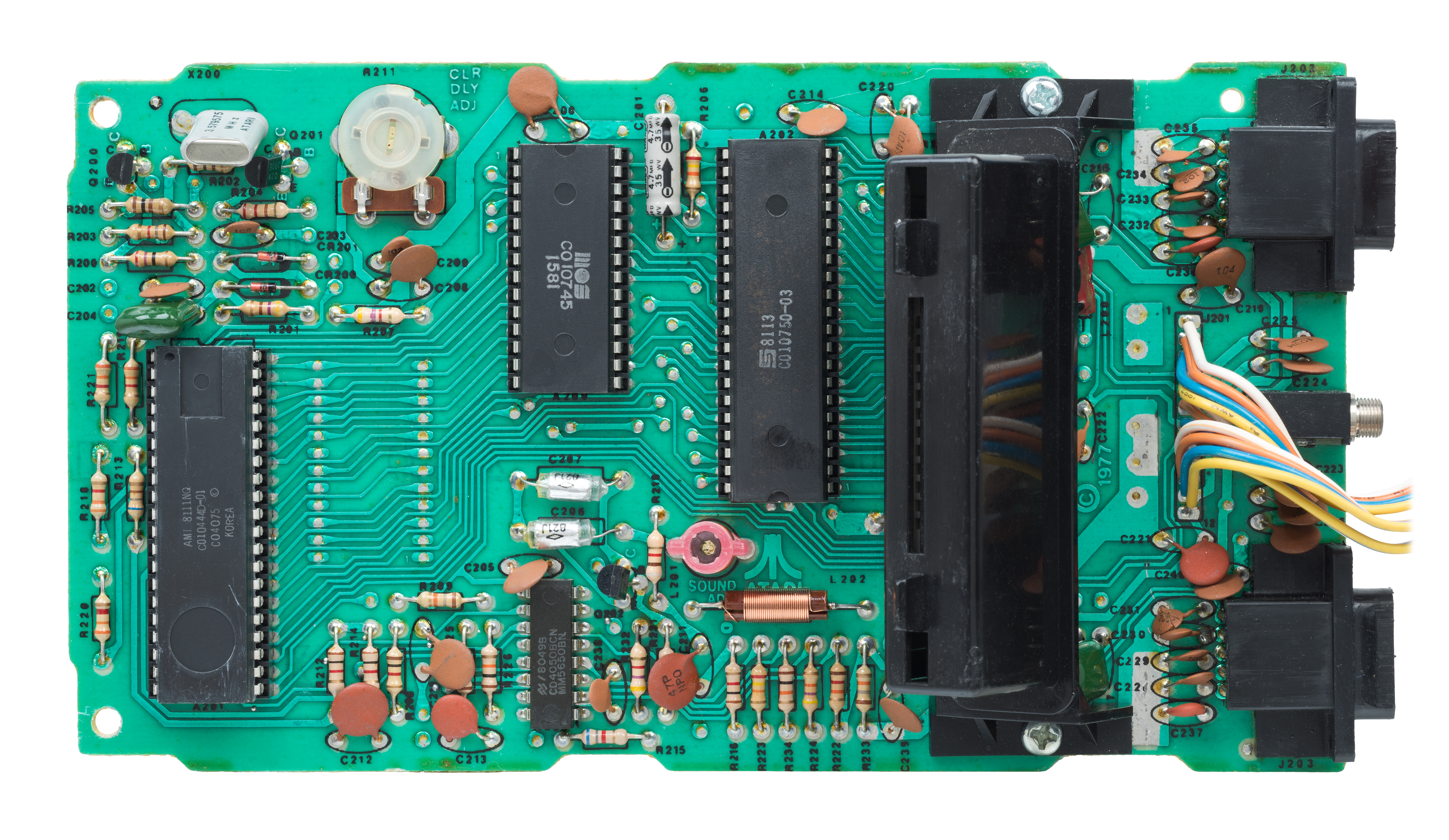
初版2600的主板

雅达利2600搭载以1.19 MHz频率运行的MOS 6507微处理器，这是MOS 6502的廉价版本，在封装中削减了三个内存地址引脚，其内存寻址能力也因此被降低。2600还载有128字节的内存，以及一个名为“电视界面适配器”（Television Interface Adaptor）的定制芯片，用于将画面与音频转换并输出为电视信号，简称“TIA”。为了节省成本，2600没有显存和帧缓冲器，这导致它无法保存图像数据，CPU处理完毕的图像数据只能以一次一条线的方式发送到TIA，当电子束从屏幕左侧向右侧一行一行扫描时，程序员必须即时将图像生成并绘制出来，而缓慢的处理器速度又使这一过程变得更加困难，如果程序反应太慢，画面就会扭曲变形，这造就了2600独特的编程方式“与电子束赛跑”。TIA最多只能处理以6种元素组成的游戏画面，同时最高支持输出192x160像素分辨率的画面，另外，为了适配不同地区的电视制式，2600还附有一个射频调制器，以生成与当地电视制式相匹的射频信号。

### 型号
2600最初在森尼韦尔生产。由于其内部结构简单，为了显得它更有份量，初版2600采用了厚聚苯乙烯塑料外壳。1978年，2600被转移至台湾生产，为了降低成本，在台湾生产的新型号2600改用ABS外壳，因此相较于初版型号变轻。这两款早期型号的2600顶部都拥有六个开关，分别被俗称为“Heavy Sixer”与“Light Sixer”。1981年，为了进一步降低成本，雅达利在这一年推出了四开关版本的2600，将原置于顶部的难度开关移至背部并简化为塑料滑动开关，开关下方的文字标识也被更改为全大写，并进一步简化了内部结构。1982年，应雅达利5200的发布，雅达利将2600自原名“Video Computer System”更为现名，随后推出了全黑机身版本的2600。该版本取消了正面的假木纹装饰，使得机身变为全黑，“Artari 2600”标识在该版本上被首次使用。
雅达利自1977年开始授权西尔斯百货公司以旗下的Tele-Games品牌推出2600的克隆机。西尔斯将这些克隆机命名为“Video Arcade”，共推出了两代产品，其中于1982年秋季推出的第二代产品Video Arcade II采用了由雅达利提供的全新设计。次年，美国游戏业大萧条爆发后，雅达利开始寻求开拓新市场。1983年10月，雅达利在日本推出了雅达利2800，这是他们为日本以Video Arcade II的设计为基础修改而来的2600专供版机型，售价24800日元。虽然2800完全兼容所有2600游戏，但雅达利仅在日本为其发售了35款游戏。时值任天堂刚刚在日本发售红白机，其大获成功并迅速抢占了市场，2800在与红白机的竞争中败下阵来，上市时间前后不到一年。1986年，雅达利再推出了一款经由重新设计的廉价款2600，被称为“2600 Jr.”，2600 Jr.拥有更小的体积，外形相似于雅达利当时所发布的新机雅达利7800，这是2600的最后一个变种机型。当时的雅达利已经再度易主，美国游戏市场也已从大萧条中渐渐恢复，2600 Jr.得到了新游戏和广告宣传的支持，雅达利为其打出“乐趣归来”的广告口号。另外，还有一个从未发布的2600改款原型机“雅达利2700”，采用无线控制器。

## 影响
雅达利2600主导了1970年代末至1980年代初的美国游戏市场，代表着家用机取代街机成为电子游戏的主流玩法。时至今日，仍有业余游戏开发者为雅达利2600开发卡带。雅达利于2007年被列入全国玩具名人堂。IGN曾于2009年将雅达利2600列为历史第二的游戏主机，表示“我们整个行业都基于雅达利2600”。
雅达利2600发行时，消费者鲜有在家中使用电视玩电子游戏的经验。为了将游戏推广给消费者，雅达利委托艺术家来绘制卡带包装的封面，而非简单地使用游戏截图。最初的一批封面由克利夫·斯庞（Cliff Spohn）绘制，参与封面制作的艺术家团队随后逐渐扩大。雅达利的艺术总监会向艺术家简单介绍游戏内容以及需要包含于封面的元素，但对艺术家的创作给予充分的自由，创造出的封面还激励了一批年轻人进入平面设计行业。

## 图集

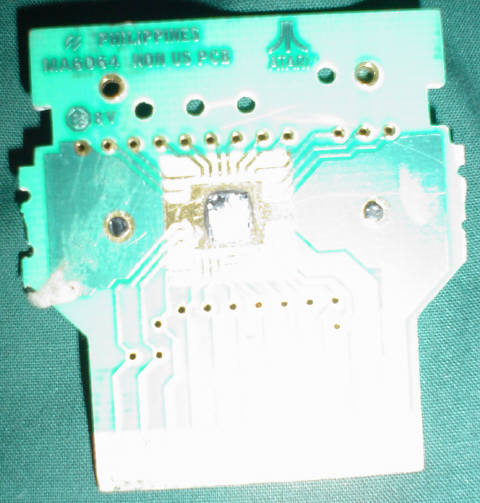
卡匣基板
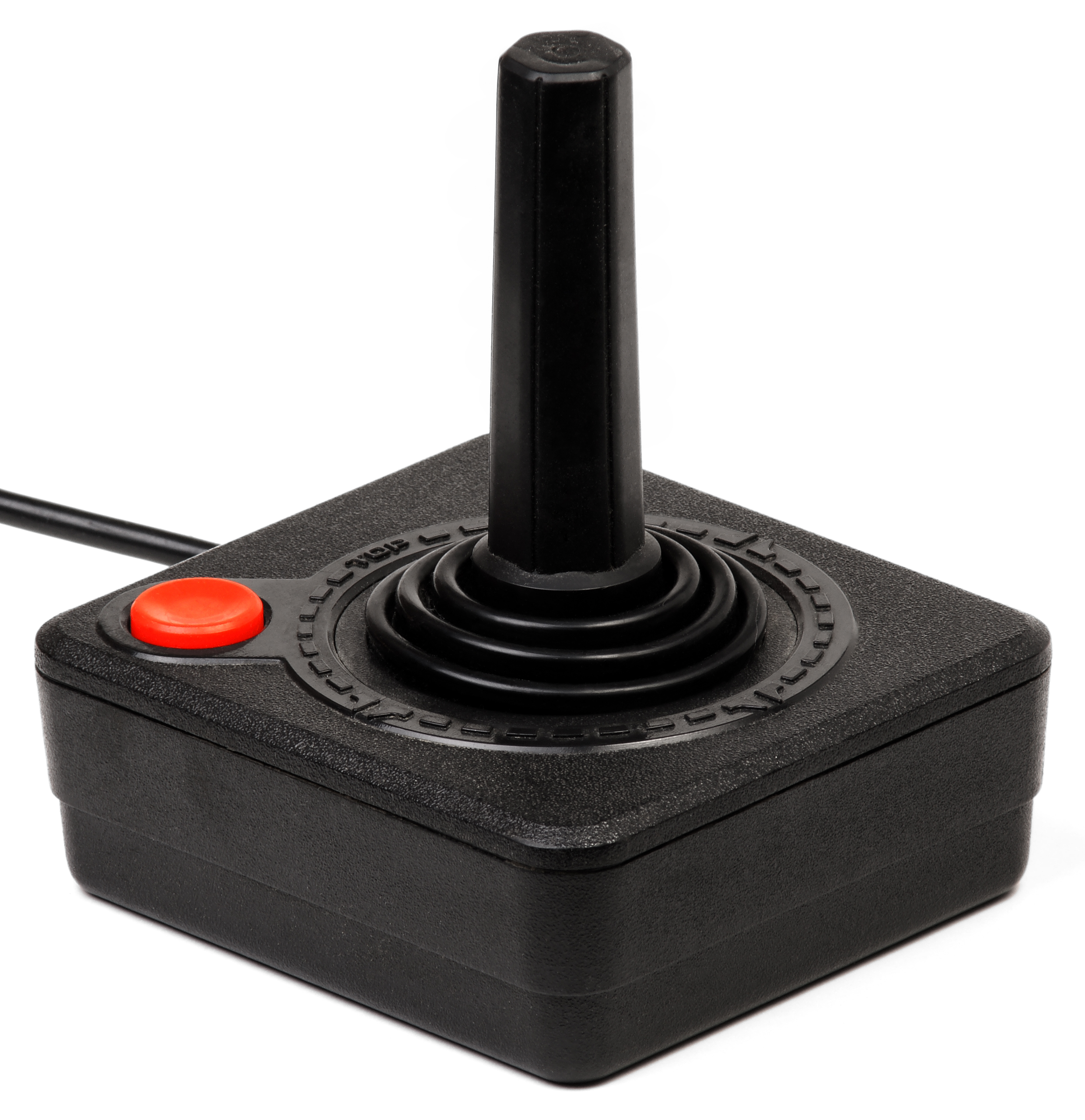
CX-40操纵杆
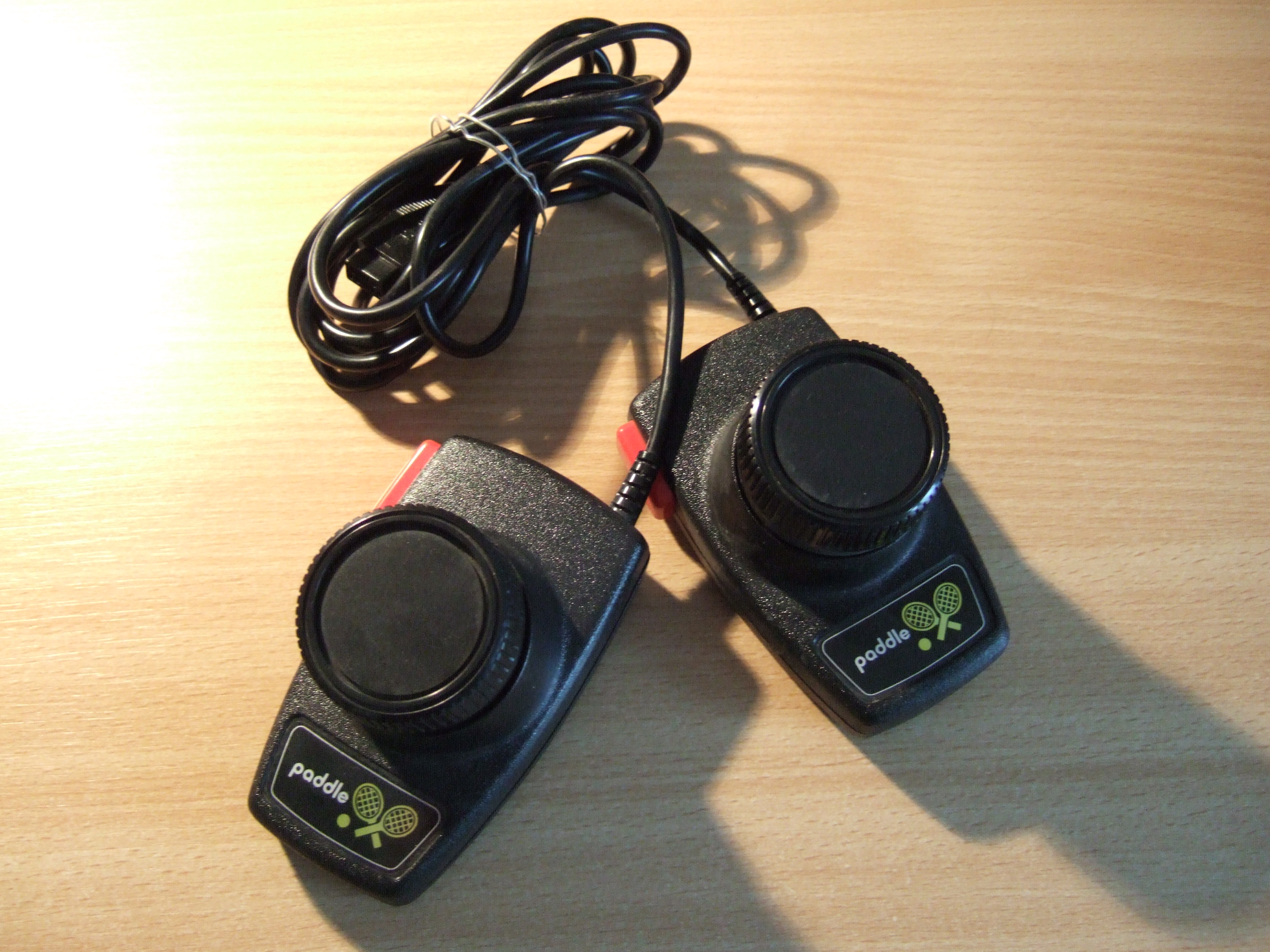
对战摇杆
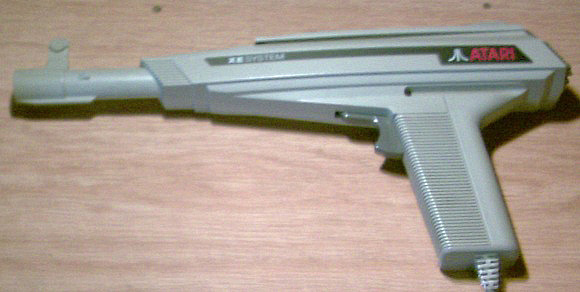
XG-1光線槍
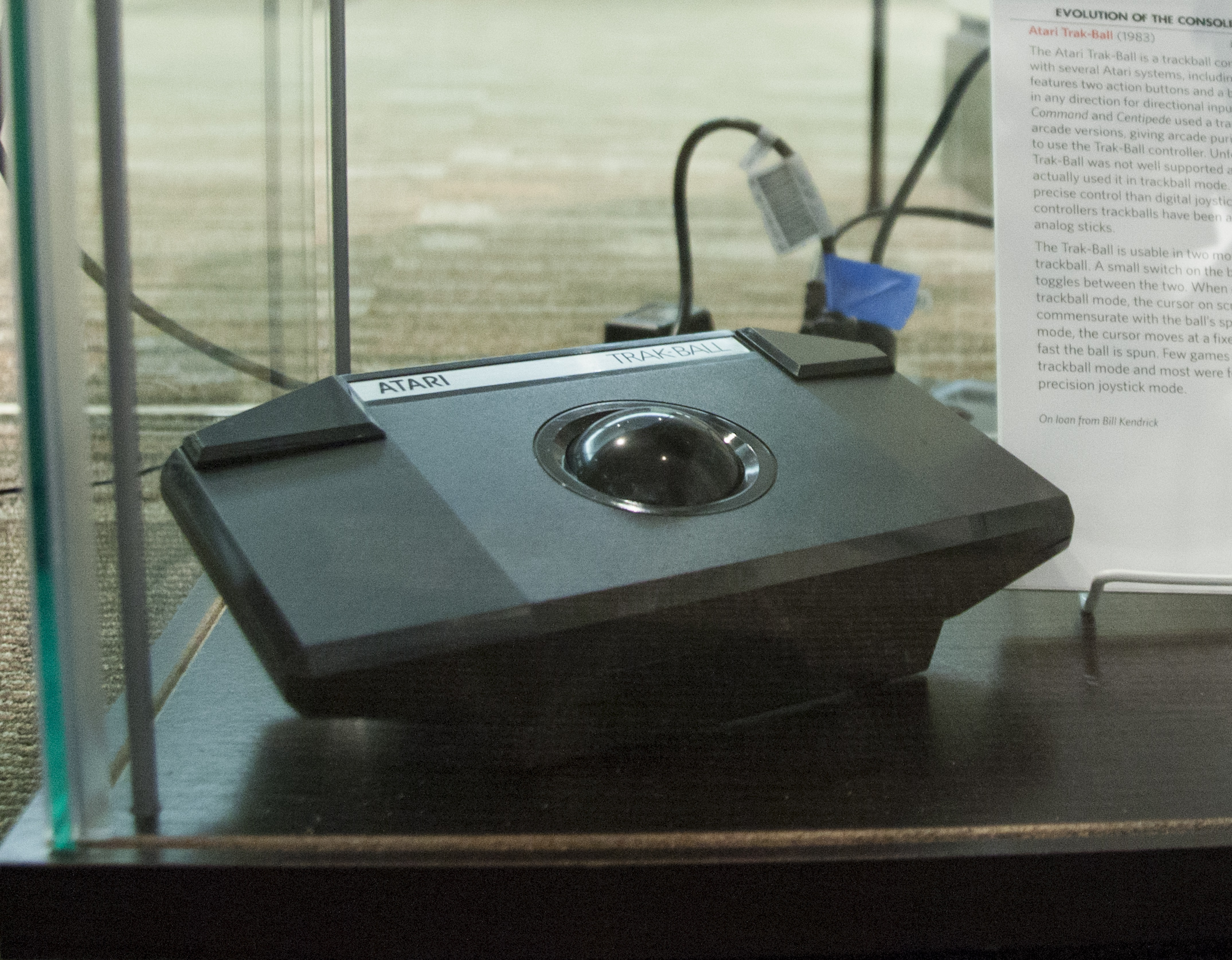
轨迹球控制器
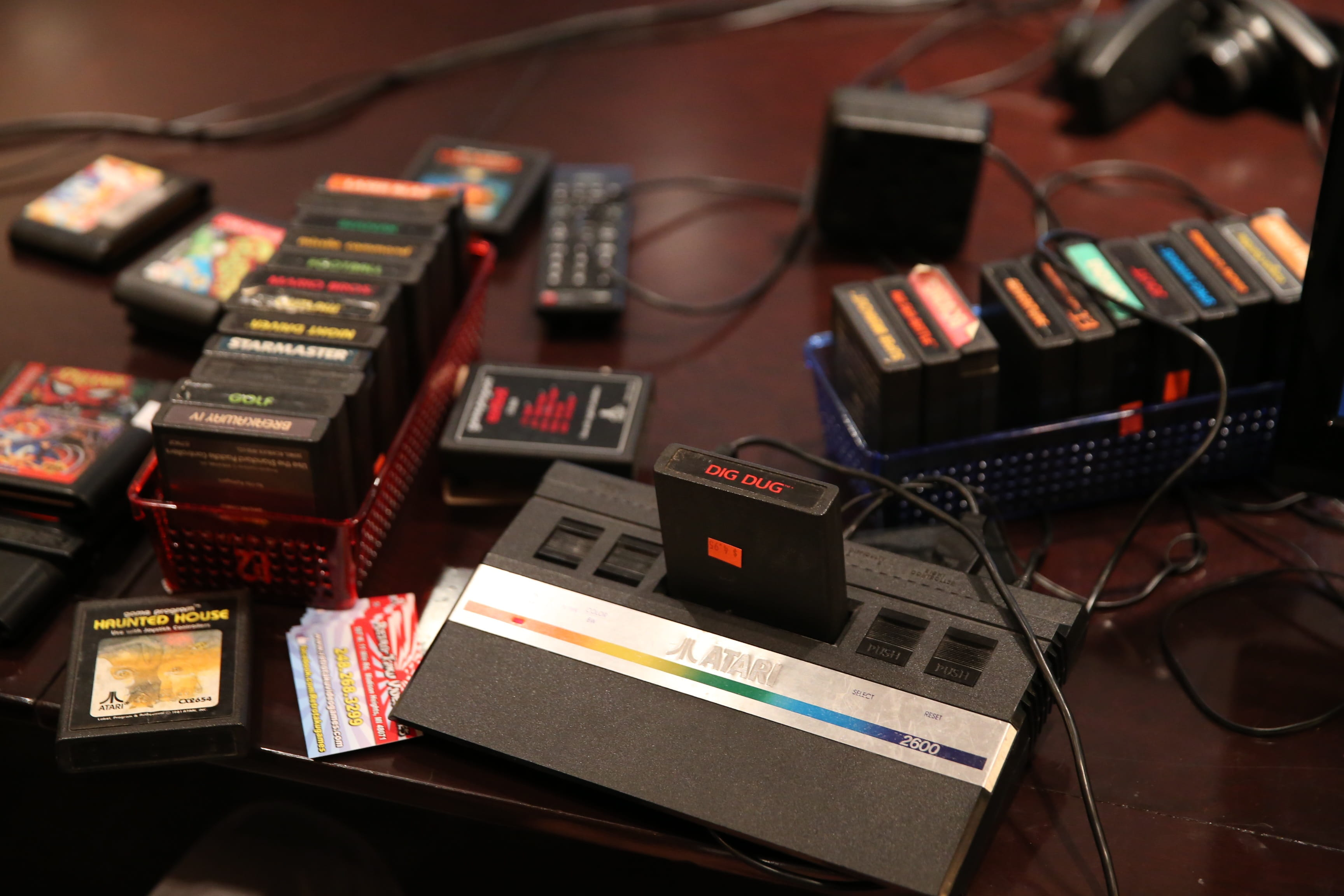
一些2600的游戏卡带
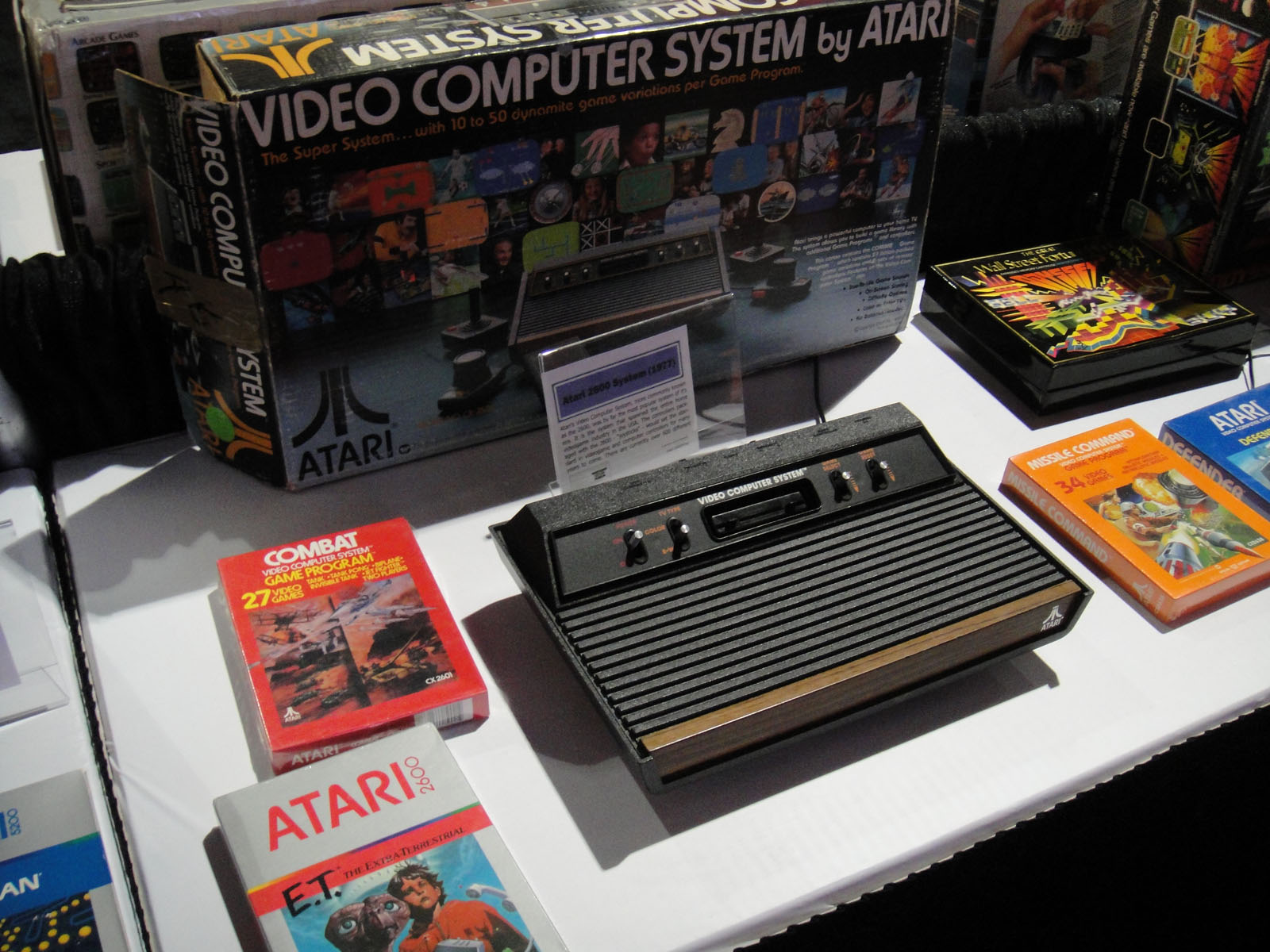
2600与它的初版外包装盒，展于E3 2011
同捆游戏《战斗任务》的游戏画面
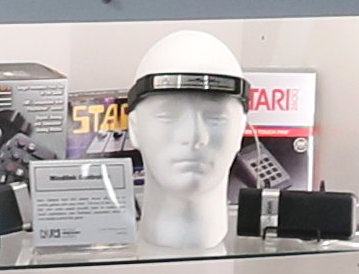
胎死腹中的“Mindlink”头戴控制器
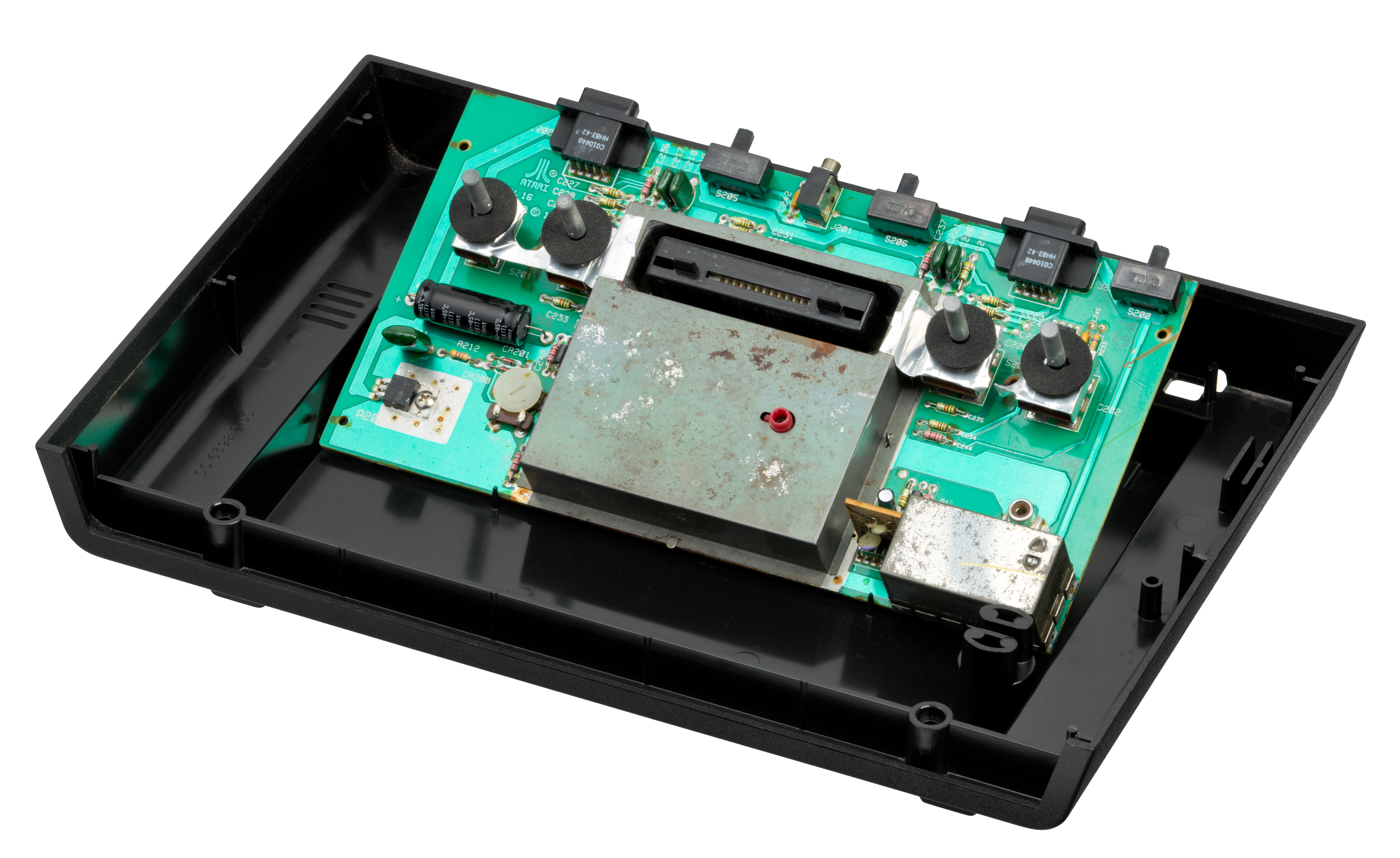
四开关版本2600的拆机图
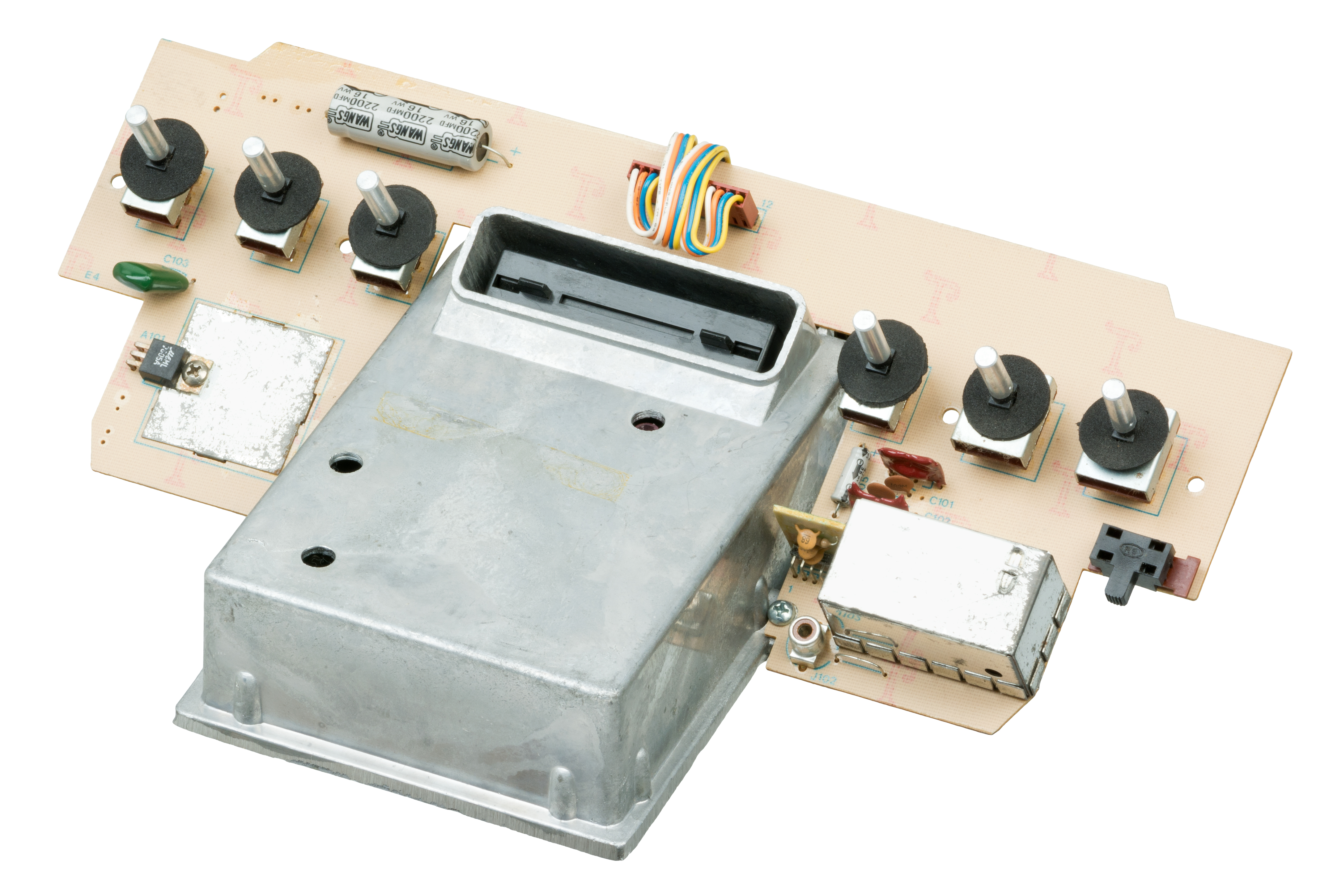
六开关版本2600的前开关电路板
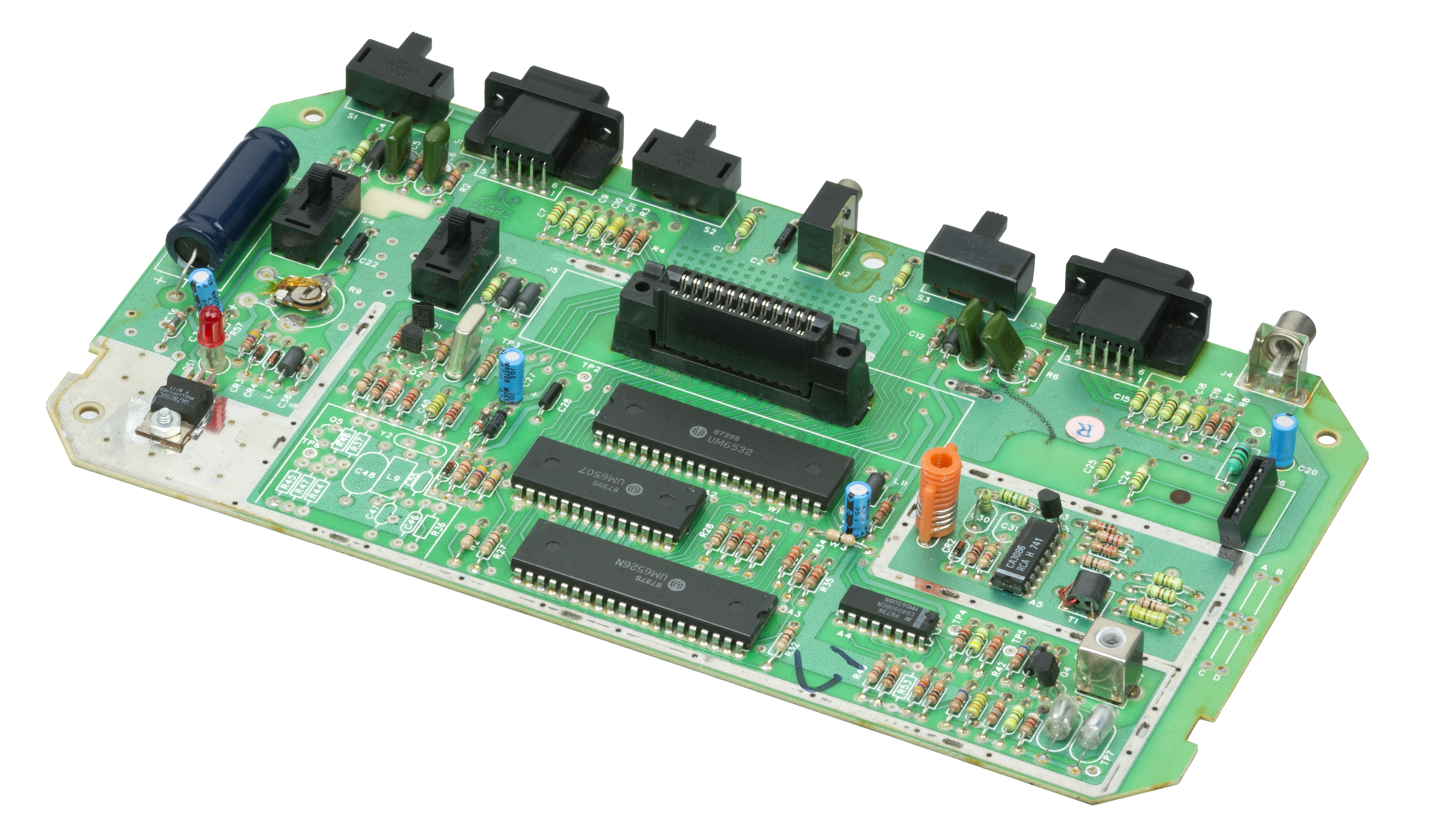
2600 Jr.的主板

### 机型

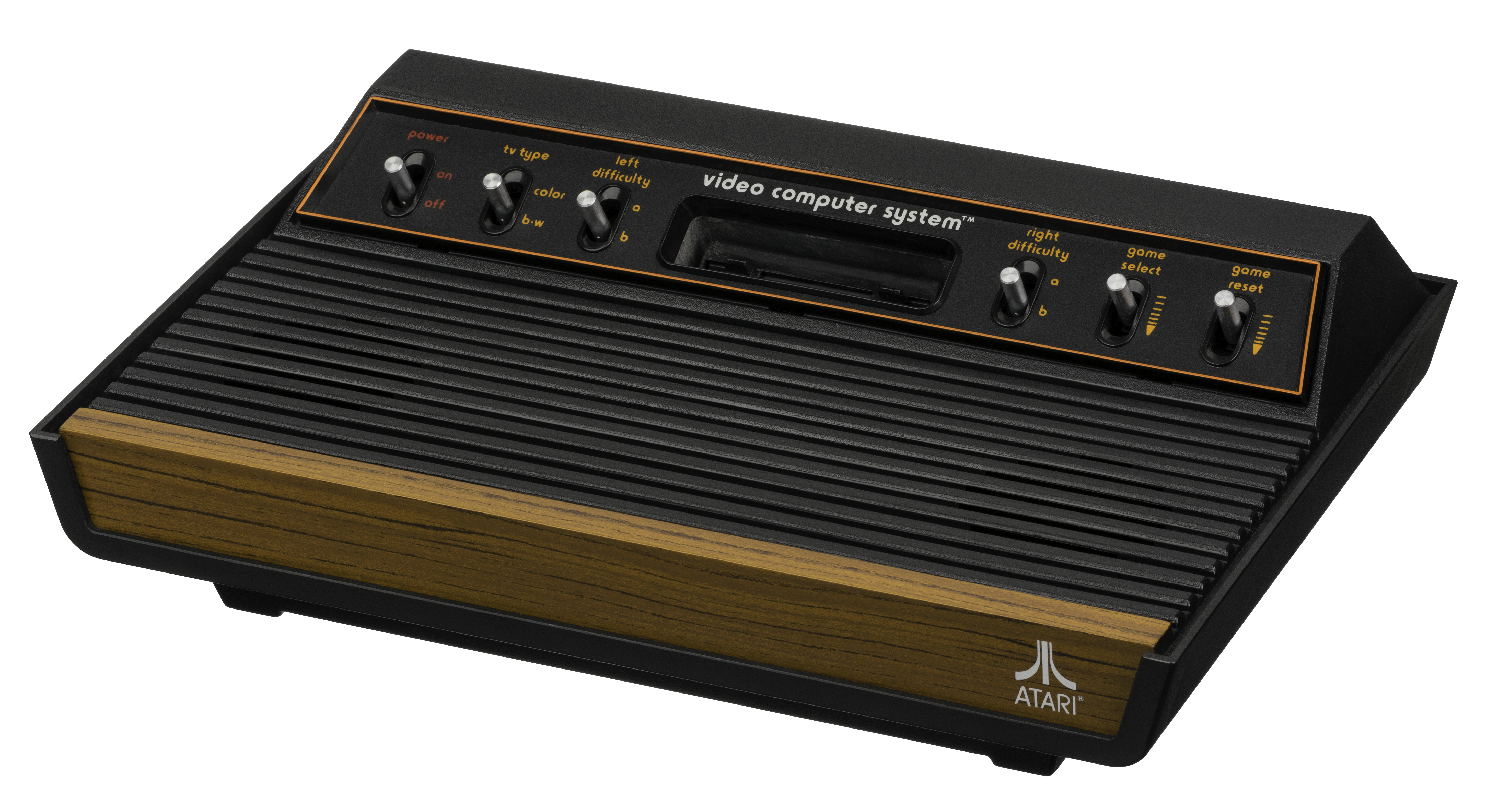
“Heavy Sixer”，1977年的初版2600
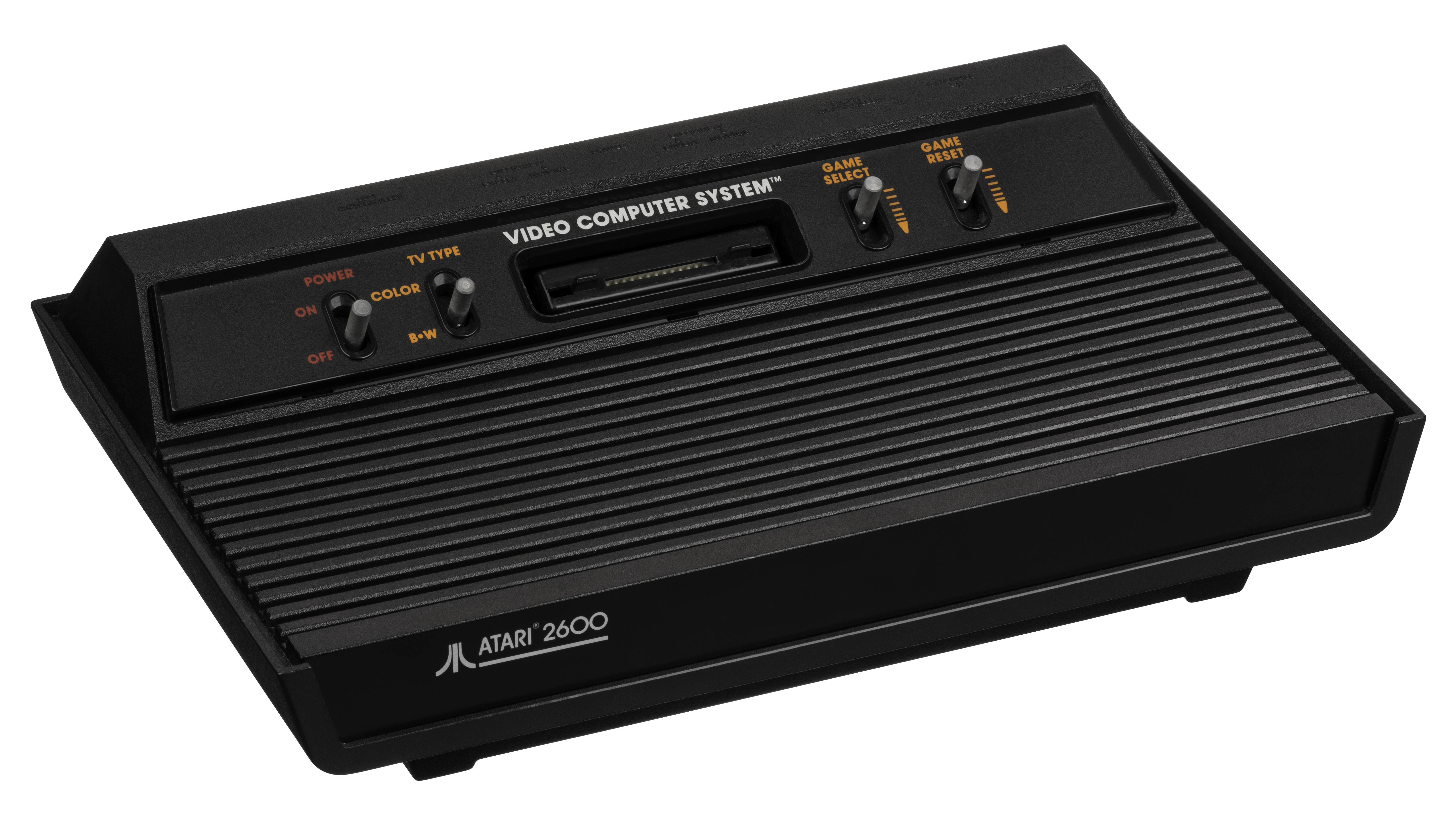
1982年的全黑机身版2600
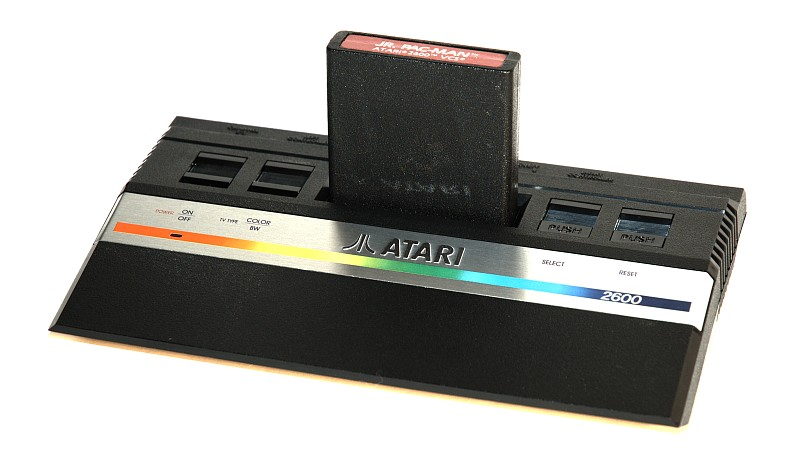
2600 Jr.
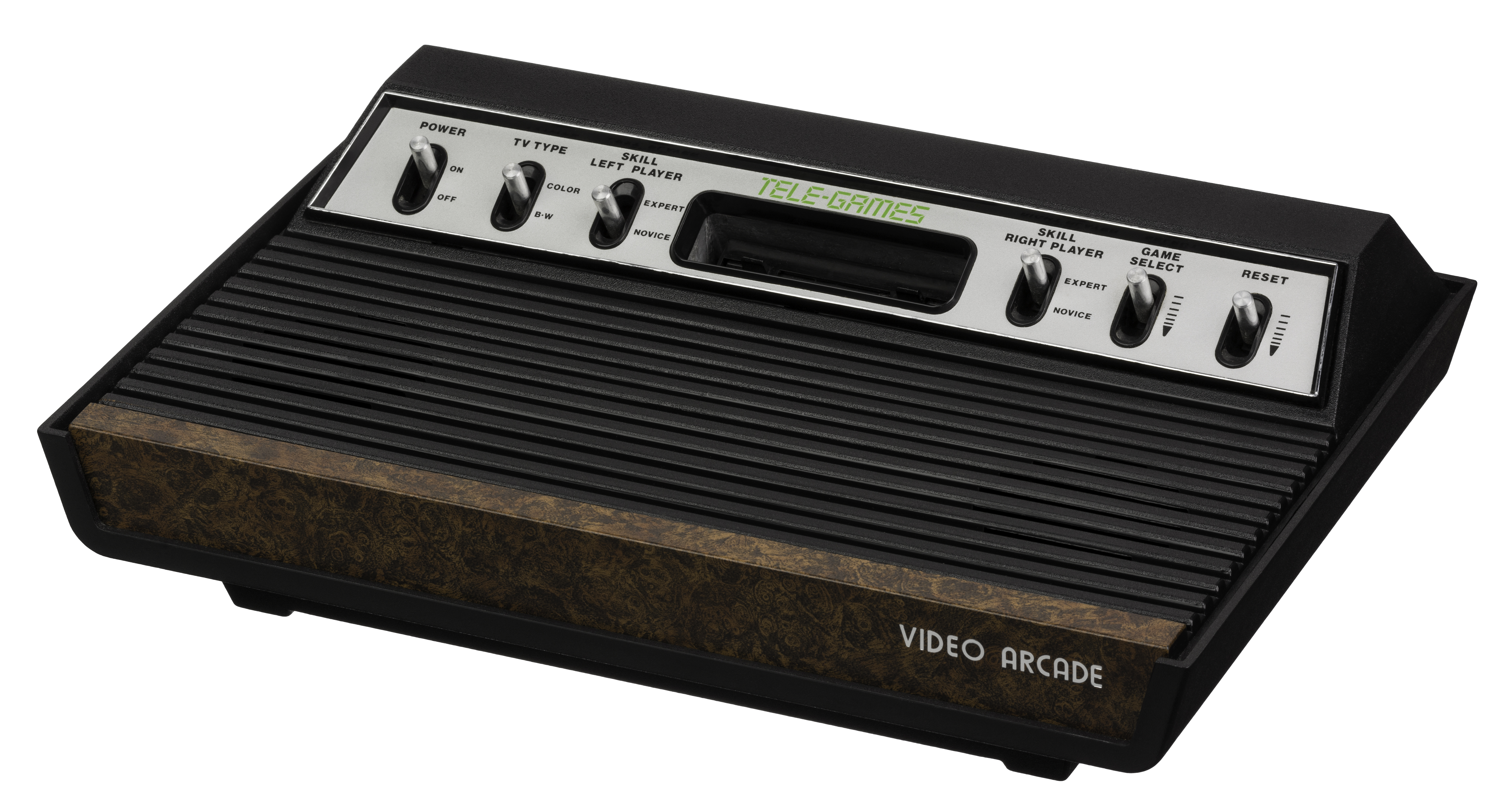
Video Arcade
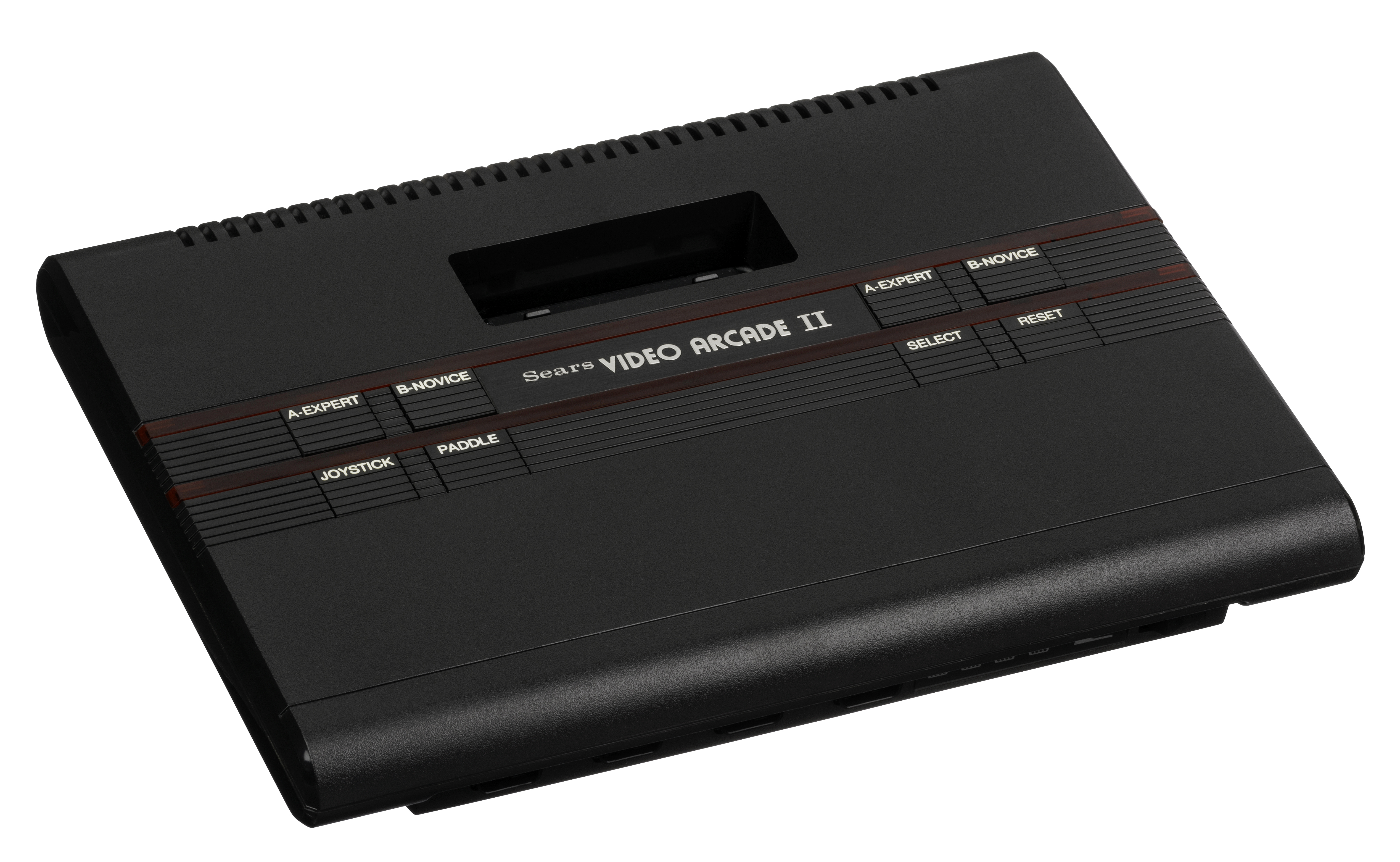
Video Arcade II
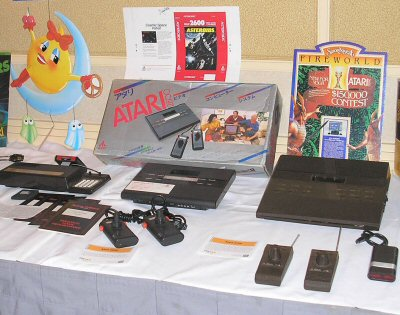
雅达利2800（图片中央，包装盒一同展出）